# Francesco Fontana
Pour les articles homonymes, voir Francesco Fontana (homonymie) et Fontana.
Francesco Fontana, né vers 1585 à Naples et mort en juillet 1656 à Naples, est un astronome et un avocat italien du XVIIe siècle, qui illustrait ses recherches par des gravures qu'il exécutait lui-même.

## Biographie
Francesco Fontana observe en 1636 des taches sur Mars et des bandes sur Jupiter. Il dresse le premier croquis de Mars, et ce dessin, marque, selon Camille Flammarion, le début de la première période de l'observation — encore rudimentaire — martienne.
Il fut le premier, en 1639, à observer les phases de Mercure.
En 1645, il déclara avoir découvert un satellite autour de Vénus. La présence de cet objet baptisé plus tard Neith fut ensuite confirmée par plusieurs grands noms de l'astronomie comme Cassini et Lagrange, avant d'être considérée soit comme une illusion d'optique soit comme une confusion avec des étoiles proches.
Il est l'auteur de gravures sur bois montrant la Lune et les planètes telles qu'il les avait observées à travers une lunette qu'il avait lui-même construite. En 1646, il publie la plupart d'entre elles dans le livre Novae coelestium terrestriumq [ue] rerum observationes, et fortasse hactenus non vulgatae.
Francesco Fontana meurt de la peste en 1656.
Un cratère sur la Lune et un autre sur Mars ont été nommés en son honneur.

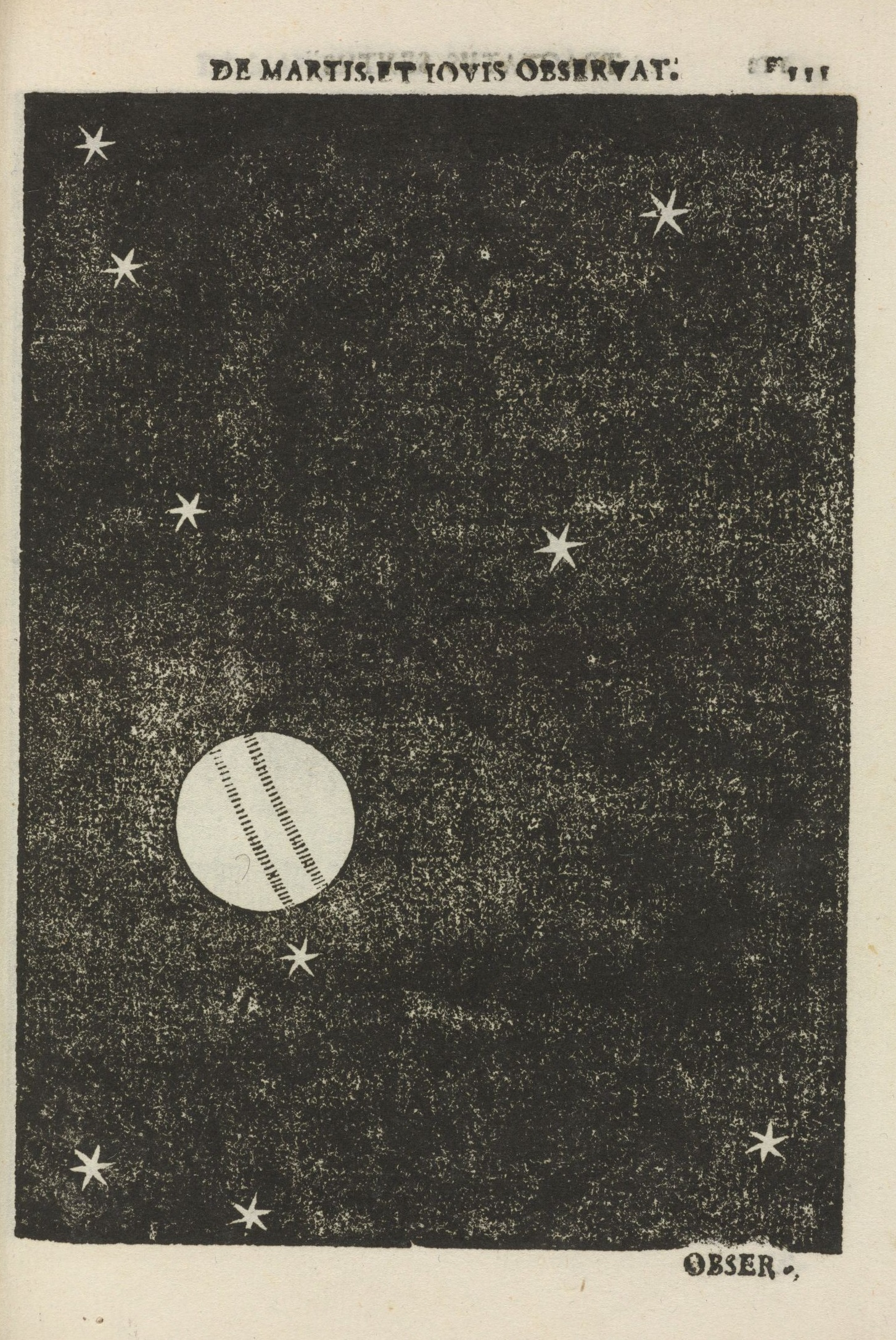
Novae coelestium terrestriumque, 1646

## Œuvres
- (la) Francesco Fontana, Novae coelestium terrestriumque rerum observationes, et fortasse hactenus non vulgatae, Neapoli, apud Gaffarum, 1646 (lire en ligne).